# Karoi
Karoi este un oraș din Zimbabwe.